# 히사토미 겐
히사토미 겐(일본어: 久富 賢, 1990년 9월 29일 ~ )는 일본의 축구 선수이다.

## 구단 경력
그는 2009년부터 2021년까지 J리그의 요코하마 FC, 마쓰모토 야마가 FC, 후지에다 MYFC, 블라우블리츠 아키타에서 활동하였다.